# 21º Regimento Voluntário da Infantaria de Massachusetts
O Vigésimo Primeiro Regimento Voluntário da Infantaria de Massachusetts, foi um regimento de infantaria, durante a Guerra Civil Americana.